# Knight Thorpe
Knight Thorpe var en civil parish 1866–1902 när det uppgick i Loughborough i grevskapet Leicestershire i England. Civil parish hade 126 invånare år 1901.